# 夏見
夏見（なつみ）は、千葉県船橋市にある地名。本項では近隣の夏見台・夏見町についても記述する。現行行政地名は夏見が夏見一丁目から夏見七丁目、夏見台は夏見台一丁目から夏見台六丁目、夏見町は夏見町二丁目のみ。郵便番号は夏見が273-0865、夏見台が273-0866、夏見町が273-0867。

## 由来と歴史
平安時代、保延4年（1138年）に伊勢神宮の荘園となっており、夏見御厨の名称で記録に残されているため、古くからの地名だといえる。しかし、室町時代頃に伊勢神宮領の管理下を離れた後、江戸時代に東夏見村と西夏見村に分かれる。それぞれ別々の旗本の知行地とさして分割統治された。そして1889年（明治22年）の町村制施行に伴い、両夏見村は八栄村の大字東夏見・西夏見となる。
八栄村は1937年（昭和12年）、船橋町、葛飾町、法典村、塚田村と合併し、船橋市となった。1940年には市内の大字が廃止されて「町」に再編され、東夏見・西夏見の区域は夏見町1・2丁目となった。
1971年（昭和46年）、住居表示整備により夏見1 - 7丁目、夏見台1丁目が成立。その後1987年（昭和62年）の住居表示実施により、夏見台2 - 6丁目が成立した。住居表示未実施の一部地区は、夏見町2丁目として残存している。
1. 日本武尊（やまとたけるのみこと）が東夷征伐の折、当地で神鏡の輝く船を見たのが夏であった
2. 景行天皇が当地方に行幸した時、菜摘みをしていた里人に地名を尋ねたが都の言葉が分からず「なつみ」と答えた
3. 夏見の南方前面が海の時代、「南津海」といったのが縮まった
4. 夏見の前面が海の時代、磯菜を摘み神に捧げた
5. 「肴つ霊」（魚や野菜等の副食物の神）から
6. 古代に伊賀国夏見郷（現在の三重県名張市にある）から移住した人々が開いた
7. 古語で泥のことを「ナヅミ」と言い、泥地・湿地を意味する
8. ナヅ（撫）・ミの転で「崩壊地形・浸食地形」を意味する

などといった由来がある。1〜3はあくまでも話である。4・5は可能性があるが決め手にかける。6は遺物の様式の類似等が考古学的に証明されるまで仮説。最も有力なのは7・8のいずれか。

### 地価
住宅地の地価は、2015年1月1日の公示地価によれば、夏見4-2-15の地点で18万3000円/m2、夏見台2-8-26の地点で17万7000円/m2となっている。

## 状況・交通
海老川とその最大の支流である長津川の間のエリアに位置し、低地、斜面、台地で構成される。低地と台地はそれぞれ概ね平坦で、その間に急な斜面がある上下二段の地形になっている。台地は南北に細長く、南部では1キロメートルほどの幅があるが、北部では500メートルほどの幅しかないところもある。東側と西側の低地は谷津の地形になっている。
戦後に都市化が進むまで、南向き斜面下に並ぶ農家と台地上に点在する農家がある他は農地が広がっていた。現在では東側の低地を除いて住宅地になった。台地上には夏見台団地もある。南向き斜面下に並ぶ農家は、現在では農業を営んでいない場合も多いが、家並みは残っている。台地上に点在していた農家は、バス停名の二軒家、七軒家、三軒家にその名残がある。
斜面部分は元々は斜面林で、台地をU字型に取り囲んでいたが、西向き斜面は住宅地や道路になったところが多い。これに対して南向き斜面と東向き斜面は大部分が林のまま残っていて、夏見緑地として保全しているエリアもある。
当地域には鉄道の駅はなく、バス路線が船橋駅との間を繋いでいる。南北を貫く千葉県道288号夏見小室線が主要な道路で、ここを通る船橋新京成バスは終日にわたり1時間あたり10便以上と高頻度の運行になっている。
南部を東葉高速鉄道東葉高速線が通過するが、駅はない。新駅建設計画があったが、地主の抵抗が強く結果的に挫折した。
距離的には東武鉄道野田線新船橋駅と塚田駅、東葉高速鉄道東葉高速線東海神駅も最寄駅だが、バス路線があり商業施設も多い船橋駅の利用が多い。

## 行政が描いている夏見地域のビジョン
船橋市の都市マスタープランの地域別構想参考によると東葉高速鉄道飯山満駅と東海神駅の中間に駅を設置の計画や海老川夏見調整池設置の計画が明記されている。また、その2つの施設を要に大規模な区画整理構想が存在している。この地域に、南の湾岸部に集中している市役所などの船橋市の行政機能を移転する構想がある。そのため道路の整備等も視野に入れて計画中である。

## 河川・橋
南 - 東端と西端を流れている。川沿いは水田であったが、現在では水田はかなり少ない。
- 海老川（東 - 南）-富士見橋・鷹匠橋・八栄橋
  - 長津川（西）
    - 向田川（西 - 北西）

  - 北谷津川（東）

## 夏見1 - 7丁目
- 1丁目 - 南西部。低地。
- 2丁目 - 中央部より西寄り。概ね台地。
- 3丁目 - 夏見小室線より西。低地と台地。
- 4丁目 - 中央部から北部。台地。大半が住宅営団による昭和16年建設の「夏見台住宅地」（通称「夏見営団」）として宅地化された部分で、長方形の小街区を組み合わせた大街区の形態になっており、中央部に南北方向の並木道がある[8]。
- 5丁目 - 南東部。低地と台地。
- 6丁目 - 北 - 北東部。概ね台地。
- 7丁目 - 北東部。低地。

### 隣接町名
- 本町（南西）
- 市場（南東）
- 東町（東 - 南東）
- 米ヶ崎町（東 - 北東）
- 高根町（北東）
- 夏見町（北東）
- 夏見台（北）
- 前貝塚町（北西端）
- 北本町（西）

### 世帯数と人口
2020年（令和2年）3月1日現在の世帯数と人口は以下の通りである。
| 丁目       | 世帯数    | 人口     |
| ---------- | --------- | -------- |
| 夏見一丁目 | 1,358世帯 | 2,987人  |
| 夏見二丁目 | 1,429世帯 | 3,236人  |
| 夏見三丁目 | 1,529世帯 | 3,094人  |
| 夏見四丁目 | 1,287世帯 | 2,908人  |
| 夏見五丁目 | 471世帯   | 1,212人  |
| 夏見六丁目 | 1,292世帯 | 3,227人  |
| 夏見七丁目 | 64世帯    | 173人    |
| 計         | 7,430世帯 | 16,837人 |

### 小・中学校の学区
市立小・中学校に通う場合、学区は以下の通りとなる
| 丁目       | 番地 | 小学校             | 中学校             |
| ---------- | ---- | ------------------ | ------------------ |
| 夏見一丁目 | 全域 | 船橋市立八栄小学校 | 船橋市立船橋中学校 |
| 夏見二丁目 | 全域 | 船橋市立八栄小学校 | 船橋市立船橋中学校 |
| 夏見三丁目 | 全域 | 船橋市立八栄小学校 | 船橋市立船橋中学校 |
| 夏見四丁目 | 全域 | 船橋市立八栄小学校 | 船橋市立船橋中学校 |
| 夏見五丁目 | 全域 | 船橋市立八栄小学校 | 船橋市立船橋中学校 |
| 夏見六丁目 | 全域 | 船橋市立八栄小学校 | 船橋市立船橋中学校 |
| 夏見七丁目 | 全域 | 船橋市立八栄小学校 | 船橋市立船橋中学校 |

### 施設
- 船橋市立船橋中学校（2丁目)
- 船橋市夏見消防署  (2丁目)
- 日枝神社（2丁目）
- 夏見公民館（2丁目）
- ケンゴルフガーデン（3丁目）
- 夏見第一保育園（4丁目）
- 夏見台中央公園・北公園・南公園（4丁目）
- 船橋市立八栄小学校（5丁目）
- 船橋ひまわり幼稚園（5丁目）
- 薬王寺（5丁目）
- 長福寺（6丁目）
- 稲荷神社（6丁目）
- 東日本高速道路（6丁目）
- 日本基督教団船橋教会附属シオン幼稚園（6丁目）
- 日本基督教団船橋教会（6丁目）
- 船橋夏見霊園（6丁目）

## 夏見台1 - 6丁目
夏見台（なつみだい）は、夏見1 - 7丁目の北に位置する地名。正式な地名とは別に、夏見の台地部分を「夏見台」とよぶ場合もあり、夏見4丁目の夏見台中央公園はこの意味で「夏見台」の語が用いられている。

### 隣接町名
- 馬込町（北）
- 金杉町（北東）
- 金杉（北東〜東）
- 夏見町（東）
- 夏見（南）
- 前貝塚町（南西の一部）
- 旭町（西）

### 世帯数と人口
2017年（平成29年）11月1日現在の世帯数と人口は以下の通りである。
| 丁目         | 世帯数    | 人口     |
| ------------ | --------- | -------- |
| 夏見台一丁目 | 1,596世帯 | 3,600人  |
| 夏見台二丁目 | 591世帯   | 1,480人  |
| 夏見台三丁目 | 917世帯   | 2,180人  |
| 夏見台四丁目 | 964世帯   | 2,284人  |
| 夏見台五丁目 | 259世帯   | 584人    |
| 夏見台六丁目 | 126世帯   | 270人    |
| 計           | 4,453世帯 | 10,398人 |

### 小・中学校の学区
市立小・中学校に通う場合、学区は以下の通りとなる
| 丁目         | 番地               | 小学校                                                | 中学校                                            |
| ------------ | ------------------ | ----------------------------------------------------- | ------------------------------------------------- |
| 夏見台一丁目 | 全域               | 船橋市立夏見台小学校                                  | 船橋市立船橋中学校                                |
| 夏見台二丁目 | 全域               | 船橋市立夏見台小学校                                  | 船橋市立船橋中学校                                |
| 夏見台三丁目 | 1番 2番1～29号     | 船橋市立夏見台小学校                                  | 船橋市立船橋中学校                                |
| 夏見台三丁目 | 2番30号～32号      | 船橋市立塚田小学校 船橋市立夏見台小学校 ※どちらか選択 | 船橋市立旭中学校                                  |
| 夏見台三丁目 | 3～27番            | 船橋市立夏見台小学校                                  | 船橋市立船橋中学校                                |
| 夏見台四丁目 | 全域               | 船橋市立夏見台小学校                                  | 船橋市立船橋中学校                                |
| 夏見台五丁目 | 1番                | 船橋市立塚田小学校 船橋市立夏見台小学校 ※どちらか選択 | 船橋市立旭中学校                                  |
| 夏見台五丁目 | 2番 4～6番 9～16番 | 船橋市立夏見台小学校                                  | 船橋市立船橋中学校                                |
| 夏見台五丁目 | 7番・8番           | 船橋市立夏見台小学校                                  | 船橋市立船橋中学校 船橋市立旭中学校 ※どちらか選択 |
| 夏見台六丁目 | 5～8番             | 船橋市立夏見台小学校                                  | 船橋市立船橋中学校 船橋市立旭中学校 ※どちらか選択 |
| 夏見台六丁目 | 1～4番 9～16番     | 船橋市立夏見台小学校                                  | 船橋市立船橋中学校                                |

### 施設
- 夏見台団地（1丁目）
- 中央老人福祉センター（1丁目）
- 船橋市立夏見台小学校（2丁目）
- 夏見台幼稚園（2丁目）
- ライオンズガーデン船橋夏見台（2丁目）
- 千葉鑑定団（3丁目）
- 長津川調整池公園（3丁目）
- JR東日本夏見台社宅（4丁目）
- 船橋市立夏見第二保育園
- 船橋市運動公園（6丁目）

## 夏見町
夏見町（なつみちょう）は、住居表示未実施地区であり、夏見1 - 7丁目、夏見台1 - 5丁目の住居表示実施時に対象外となった地区。夏見台2丁目の東に位置する、南北に細長い地区で、現在は2丁目のみ残存する。もとは1丁目もあったが、1987年、夏見台2 - 6丁目の住居表示実施時に消滅した。
現在の夏見町2丁目には田畑が広がっており、人口はごく少数である。コンビニエンスストアが1軒だけある。

### 隣接町名
- 金杉（北）
- 金杉町（北東）
- 高根町（東）
- 夏見（南）
- 夏見台（西）

### 世帯数と人口
2017年（平成29年）11月1日現在の世帯数と人口は以下の通りである。
| 丁目         | 世帯数 | 人口 |
| ------------ | ------ | ---- |
| 夏見町二丁目 | 27世帯 | 79人 |

### 小・中学校の学区
市立小・中学校に通う場合、学区は以下の通りとなる
| 丁目         | 番地 | 小学校               | 中学校             |
| ------------ | ---- | -------------------- | ------------------ |
| 夏見町二丁目 | 全域 | 船橋市立夏見台小学校 | 船橋市立船橋中学校 |

## 夏見ゆかりの著名人
- 志位和夫（日本共産党委員長）
- 五十嵐勝（1989年公開の映画『北京的西瓜』のモデル。映画の撮影も夏見で行われた）
- 石川文洋（報道写真家）[10]
- 板倉雄一郎（実業家、企業経営コンサルタント、経済評論家）
- 伊藤淳史（俳優、タレント）